# Nazionale maschile di cricket della Costa Rica
La nazionale di cricket della Costa Rica è la selezione nazionale che rappresenta lo Stato della Costa Rica nel gioco del cricket.

## Storia

### Le origini
Il cricket fu introdotto in Costa Rica alla fine del XIX secolo da immigrati giamaicani che arrivarono nel paese per lavorare alla costruzione delle ferrovie. Lo sport si diffuse inizialmente tra la popolazione afro-caraibica delle zone costiere del Caribe, ma con il tempo la sua popolarità iniziò a declinare. Negli ultimi anni, tuttavia, sempre più costaricani si sono avvicinati al cricket, portando a un graduale aumento dell'interesse per il gioco.
La Costa Rica divenne membro affiliato dell'International Cricket Council (ICC) nel 2002. La sua prima partita internazionale si disputò il 18 marzo 2006, durante il Central American Cricket Championship, contro il Belize, con una sconfitta per la squadra costaricana. Un altro incontro, questa volta contro il Messico, si concluse con un'altra sconfitta, posizionando la Costa Rica al terzo posto nel torneo.
Nel 2007, la Costa Rica partecipò nuovamente al Campionato Centroamericano di Cricket, perdendo ancora contro il Messico, ma ottenendo la sua prima vittoria internazionale contro El Salvador, classificandosi al secondo posto. 
Nel 2008, la Costa Rica prese parte alla prima edizione della Easter Cup, un torneo internazionale di cricket in formato Twenty20, che vide come avversari Nicaragua ed El Salvador. La squadra costaricana dominò il torneo, vincendo entrambe le partite contro le altre due nazioni. Nella seconda edizione della Easter Cup, che si svolse nello stesso anno, la Costa Rica arrivò terza, battendo El Salvador ma perdendo contro il Belize.
Nel 2009, la Costa Rica partecipò al terzo Campionato Centroamericano, che si svolse nel paese. La squadra si classificò al quarto posto su cinque partecipanti. L'unica vittoria in questa edizione arrivò contro El Salvador, sconfitto con un margine di 10 wicket.

### Status T20 e le prime serie internazionali
Nell'aprile 2018, l'ICC ha deciso di concedere lo status completo di Twenty20 International (T20I) a tutti i suoi membri. Pertanto, tutte le partite Twenty20 giocate tra Costa Rica e gli altri membri dell'ICC dal 1° gennaio 2019 hanno lo status T20I. La nazionale del Costa Rica ha esordito il 25 aprile 2019 a Naucalpan, perdendo di 7 wickets la nazionale del Panama, all'interno del campionato centroamericano, terminando all'ultimo posto.
Nel 2024 la nazionale della Costa Rica torna a giocare una partita internazionale T20I, prendendo parte ai campionati centroamericani, perdendo la serie contro il Messico a Guacima per 3-2.
Nel marzo del 2025 la nazionale costaricana ospita a Guácima le Isole Falkland, al loro debutto internazionale, vincendo la serie per 5-1. Lo stesso anno, dal 17 al 20 aprile, partecipa ai Campionati centroamericani maschili di cricket T20 2025 disputati a Panama City, concludendo in quarta posizione la fase a gironi, qualificandosi per la finale terzo posto, vinta contro Panama per 21 runs.

## Albo d'oro

### Campionati centroamericani T20
| Anno   | Round         | Pos.   | GP | W | L | T | NR |
| ------ | ------------- | ------ | -- | - | - | - | -- |
| 2019   | Quarto posto  | 4/5    | 4  | 2 | 2 | 0 | 0  |
| 2024   | Secondo posto | 2/2    | 5  | 2 | 3 | 0 | 0  |
| 2025   | Terzo posto   | 3/4    | 4  | 1 | 4 | 0 | 0  |
| Totale | Totale        | Totale | 13 | 5 | 8 | 0 | 0  |

## Statistiche
Partite internazionali – Costa Rica
Aggiornato al 20 aprile 2025.
| Record                  |    |   |    |   |      |
| Format                  | M  | W | L  | T | D/NR |
| Twenty20 Internationals | 18 | 8 | 10 | 0 | 0    |

### T20
Aggiornato al 20 aprile 2025 
| Nazionale            | P                    | W                    | L                    | T                    | NR                   |
| vs Associate Members | vs Associate Members | vs Associate Members | vs Associate Members | vs Associate Members | vs Associate Members |
| -------------------- | -------------------- | -------------------- | -------------------- | -------------------- | -------------------- |
| Belize               | 1                    | 0                    | 1                    | 0                    | 0                    |
| Isole Falkland       | 6                    | 5                    | 1                    | 0                    | 0                    |
| Messico              | 7                    | 2                    | 5                    | 0                    | 0                    |
| Panama               | 2                    | 0                    | 2                    | 0                    | 0                    |
| Turks e Caicos       | 2                    | 1                    | 1                    | 0                    | 0                    |
| Totale               | 18                   | 8                    | 10                   | 0                    | 0                    |